# Костёл Святого Матвея Апостола (Раубичи)
Костёл Святого Апостола Матвея (Халявщинская церковь, Крестогорская церковь, церковь Успения Божьей Матери, костёл Святого Фаддея) расположен в деревне Раубичи (фактически в селе Околица) Минского района.

## История
В первой половине XVI веке местность, где сейчас находится церковь, принадлежала новогрудскому воеводе Казимиру Воладковичу. Впервые упоминается в приходских летописях в 1650 году, когда икона Божией Матери Кормилицы (Lactasti Sacro Ubere) шляхтича Лукаша Халева (Халява), уцелевшая во время бури, была найдена на холме над рекой Ушачей. Сосну на которой был найден икона, «окружили 8-конечной часовней, а его крона стала куполом». Появление иконы связали с окончанием войны со шведами, она должна была оберегать людей от различных бедствий, массовых болезней. 27 августа 1666 года дворянин Гавриил Галева купил у Казимира Воладковича имение Крыжогорское с 10 участками земли за 1500 польских злотых. Эта деревянная часовня находилась на купленных землях.
В середине XVIII века икона была украдена, и вскоре часовня сгорела во время лесного пожара. В 70-х годах XVIII века похититель вернул икону, и это вдохновило жителей на строительство нового, тоже деревянного храма. Наиболее вероятно, что обе церкви были униатскими, так как первая принадлежала Смолевичской униатской церкви, а вторая Логойскому Василианскому монастырю.
В начале 1806 года по инициативе епископа Минского Якуба Дедерко была построена новая деревянная церковь, «приписанная» к Минскому кафедральному собору, названная Халявщинской церковью св. Фаддея, по имени ближайшей слободы Халявщины. Следует сказать, что этимологическое название, вероятно, происходит от имени его обладательницы, Халев. По другим сведениям, он был рукоположен под титулом св. Матфея. Святилище архитектурно представляло собой 6-гранный центральный объем, окруженный колоннадой из 23 круглых опор, поддерживающих крышу из гонта. Венчала композицию башня над входом. По бокам пресвитерия находились 2 ризницы, над притвором располагались хоры. Сводчатый потолок в интерьере поддерживали 8 колонн. В главном алтаре храма находилась чудотворная икона Божией Матери Кормилицы, «написанная на медной доске». В боковых алтарях находились иконы Распятия и Св. Роха. Рядом с церковью было кладбище. Время их основания неизвестно, но, скорее всего, связано со строительством первого храма во второй половине XVII века. Дочь графини Тышкевич была похоронена на кладбище: на ее могиле стоял каменный памятник в виде пирамиды, которая заканчивалась распятием Иисуса Христа.
В склепе под костёлом похоронен ксендз А. Заржецкий, который не только служил в храме, но и создал мастерскую, в которой обучалось до 25 сирот вне зависимости от вероисповедания, кроме того, он оплачивал работу учителя, который обучал сирот музыке. В описи 1857 года есть список музыкальных инструментов, находившихся в церкви: две скрипки, виолончель, фагот, два тромбона, две флейты, три кларнета, клавикорды. Во многом благодаря его инициативе начался сбор средств на строительство каменного храма. В подвале также захоронены помещицы Юзеф Ключинская и Фекла Лапушинская, принимавшие активное участие в строительстве.
В 1858—1862 гг. на месте деревянной церкви возвели каменную. Для наблюдения за строительством (на него было потрачено 18 000 рублей серебром) был создан комитет во главе с Марией Тышкевич, урожденной Радзивилл .

### Успенская церковь
Однако в июле 1866 года было принято решение передать здание храма православной иерархии. 13 ноября 1866 года храм был освящён в честь Успения Божией Матери. В этом же году была начата «Церковная летопись», сделана первая запись в рукописном церковном журнале. Записи, проводившиеся регулярно до 1901 года, описывали события, происходившими в храме. Кроме того, в летописи содержатся сведения, взятые из сохранившихся церковных документов и относящиеся к более раннему периоду существования храма. С 1867 года настоятелем Успенской церкви был Кирилл Ильич Смолич (1824—1909). В 1880 году у распоженного рядом источника на средства прихожан построена деревянная часовня.
Место, где находится Халявщинская церковь, описано в летописи так: «Высокая гора, с трех сторон окружена сосновым и еловые лесом и образует собой середину четырех таких же высоких гор, крестообразно расположенных». Священник Н. Смолич рассказывал о первом впечатление, которое сделал на его храм: он издали показался ему «…Как будто стоит в облаках». В 1873 году Халявщинская церковь была переименована в Крестогорскую церковь.

### Советские время
С середины 1920-х гг. настоятелем церкви был протоиерей Димитрий Александрович Павский (1874—1937), впоследствие расстрелянный в обычном установленном законом порядке.
Здание церки серьезно пострадало во время Второй мировой войны и простояло без ремонта до 1970-х годов. Все внутреннее убранство было утрачено. В смутное время икона была спрятана одним из местных жителей и след ее затерялся.
В 1974 году по соседству  был открыт спортивный комплекс «Раубичи», построенный по проекту архитекторов В. Аладова, С. Неумывакина и инженера-конструктора М. Гордина. Строительство лыжных трамплинов рядом с церковью и пристройки к ее зданию привели к значительным потерям во внешности здания, но с другой стороны, строительство спортивного комплекса позволило оставить его. Изначально было решение о его сносе, и только письмо, написанное от имени А. В. Аладова и передан П. М. Машеров, а также личное вмешательство П. Машеров предотвратило его разрушение. Предложение создать филиал художественного музея спасло здание, но потребовало дополнительных площадей, связанных с новой функцией.

## Современность

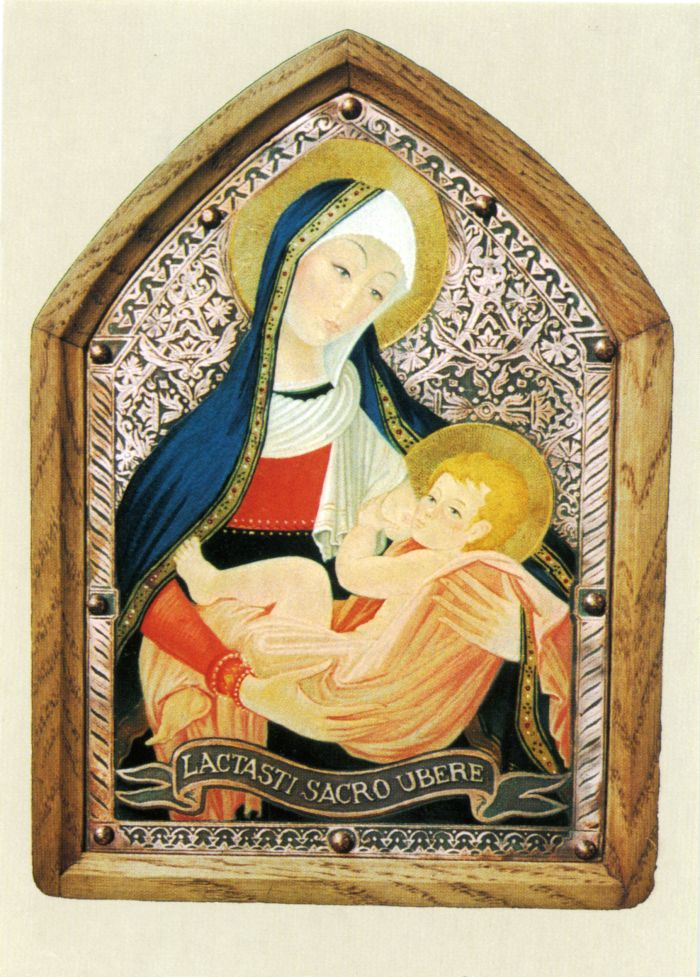
Икона Божией Матери Кормилицы (Lactasti Sacro Ubere)

Поскольку здание церкви нуждается в ремонте, национальный художественный музей включил его в проект восстановления объектов историко-культурной ценности, и внёс в Государственный реестр недвижимых материальных ценностей Республики Беларусь, как здание церкви в Раубичах. Проект разработан в ВРУП «Проектреставрация», автор проекта Т. Ф. Костич.
По инициативе настоятеля прихода отца Игоря Лашука около костела Святого Матвея планируется построить колокольню, где верующие могли бы собираться на молитву до тех пор, пока святыня не будет возвращено ее истинным владельцам.

### Икона Божией Матери Кормилицы
Была воссоздана икона Божией Матери Кормилицы (Lactasti Sacro Ubere), написанная масляного краской на меди, размеры образа до миллиметра совпадают с утраченным оригиналом. Сень и короны для нее были выполнены ювелиром Иваном Русаком. Материалом для их исполнения послужили изделия из драгоценных металлов, подаренные верующими Раубичского прихода, а также Минского прихода святого Иоанна Крестителя.